# Cykówko
Cykówko – przysiółek w Polsce położona w województwie wielkopolskim, w powiecie grodziskim, w gminie Kamieniec, przy drodze z Ptaszkowa do Kamieńca.
W okresie Wielkiego Księstwa Poznańskiego (1815-1848) miejscowość wzmiankowana jako Cykówko należała do wsi większych w ówczesnym pruskim powiecie Kosten rejencji poznańskiej. Cykówko należało do okręgu wielichowskiego tego powiatu i stanowiło część majątku Cykowo, który należał wówczas do Biegańskiego. Według spisu urzędowego z 1837 roku Cykówko liczyło 121 mieszkańców, którzy zamieszkiwali 14 dymów (domostw).
Pod koniec XIX wieku folwark Cykówko nadal wchodził w skład majątku Cykowo. Pod względem wyznania wszyscy mieszkańcy byli katolikami. W latach 1975–1998 miejscowość należała administracyjnie do województwa poznańskiego.